# Bryja

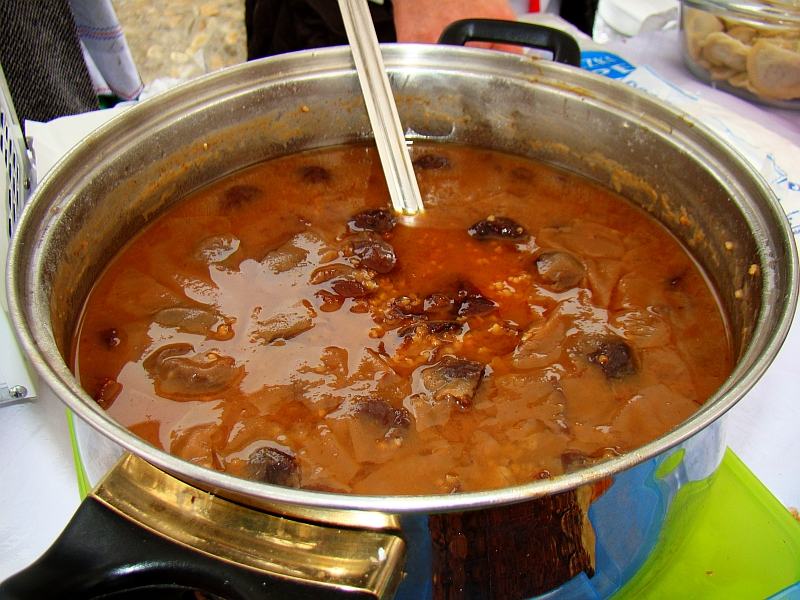
Breja po kapucyńsku, tradycyjna potrawa Bożonarodzeniowa kuchni galicyjskiej, tu podczas jarmarku adwentowego w sanockim skansenie (2012)

Bryja – rzadka kasza lub zacierka, potrawa charakterystyczna dla starożytnych Germanów, Celtów i Słowian sporządzana na bazie rozgotowanego ziarna lub kaszy, która stanowiła ich podstawowy rodzaj pożywienia , a także nazwa tradycyjnej śląskiej potrawy przyrządzanej na Boże Narodzenie.
Słowo bryja, breja, brejka, braha, niem. Brei jest pochodzenia celtyckiego. Również antyczne przekazy pisane wyraźnie stwierdzają, że Germanie spożywali powszechnie owies w postaci bryi, podobnie też poświadczona jest konsumpcja owsa przez Celtów.

## Sposób przygotowania
Bryję przygotowywano z ziarna najczęściej jęczmienia, prosa, owsa, pszenicy, żyta, które najpierw moczono, a potem suszono i prażono obtłukując je na końcu z łusek w różnego rodzaju drewnianych stępach. Otrzymywano w ten sposób główny półprodukt do przygotowania bryi: pęczak oraz jagły. Następnie otrzymaną w ten sposób kaszę gotowano na gęsto z dodatkiem wody i soli. Ugotowaną kaszę mieszano później z olejami, masłem oraz roślinami. Początkowo były to dziko rosnące rośliny jak łoboda ogrodowa, łoboda rozłożysta, różne rodzaje komosy, a także manna; później głównie strączkowymi: groch, soczewica, bób lub bobik .  W roku 1682 Stanisław Czerniecki, nadworny kuchmistrz księcia Lubomirskiego, w dziele Compendium ferculorum spisanym na zamku w Wiśniczu wśród 333 przepisów wymienił tylko jeden wykorzystujący kaszę, była to breja ugotowana na mleku z dodatkiem jajka, rodzynek i cynamonu, na końcu upieczona w piekarniku.

## Rodzaje
Z bryi wywodzą się również różnego rodzaju słodycze jak przygotowywana z maku kutia, a także śląska bożonarodzeniowa potrawa o nazwie bryja przygotowana z ugotowanych suszonych śliwek, jabłek, gruszek, z dodatkiem śmietany, mąki pszennej, cynamonu, cukru i soli. Podawana na ciepło lub na zimno z ziemniakami, pieczywem, kluskami lub knedlami.
Bryja, bryjka lub brejka to także typowa potrawa regionalna Lachów Sądeckich. W południowej części regionu, u Lachów Podegrodzkich, popularna była tzw. brajka dziadowska, w której oszczędzano mąkę, mieszając ją pół na pół z ugotowanymi, nieodcedzonymi ziemniakami.